# 세이비조역
정비장역(일본어: 整備場駅)
(영어: Seibijō Station)은 도쿄 오타구에 있는 도쿄 모노레일 하네다 선의 철도역이다.

## 주변 시설
- 하네다 공항 정비장